# موراتا الکترونیک
موراتا الکترونیک (انگلیسی: Murata Electronics) شرکت الکترونیک فنلاندی است، که در سال ۱۹۹۱ تأسیس شد.